# Keith Self
Keith Alan Self (Filadelfia, 20 de marzo de 1953) es un político, exjuez y militar estadounidense. Miembro de la Cámara de Representantes de los Estados Unidos por el 3.º distrito congresional de Texas y del Partido Republicano.

## Biografía
Self nació en 1953 en un hospital militar en Filadelfia y se graduó de Tascosa High School, en Amarillo (Texas). Obtuvo una licenciatura en ingeniería de la Academia Militar de los Estados Unidos en 1975.
Formó parte del Ejército de los Estados Unidos entre 1975 y 1999 y fue miembro de las Fuerzas Especiales del Ejército y de los Guardabosques del Ejército. Fue enviado a Catar, Egipto, Alemania, Afganistán y Bélgica. Después se desempeñó como juez del condado de Collin, Texas. Fue candidato para el tercer distrito del Congreso de Texas en las primarias republicanas de marzo de 2022, terminó segundo detrás del titular Van Taylor y avanzó a una segunda vuelta en mayo. Después de las primarias, Taylor anunció que terminaría su campaña en el Congreso en medio de acusaciones de infidelidad, y cedió a Self la nominación. Self ganó las elecciones generales de noviembre.

### Cámara de Representantes de los Estados Unidos
Prestó juramento formal como miembro de la Cámara de Representantes en la madrugada del 7 de enero de 2023, a pesar de que el 118º Congreso se reunió el 3 de enero.
Self ha dicho que considera que el crecimiento de la deuda pública de Estados Unidos es «la amenaza existencial a la que se enfrenta nuestra nación en la actualidad».